# Lekkoatletyka na Letnich Igrzyskach Olimpijskich 1932 – skok o tyczce mężczyzn

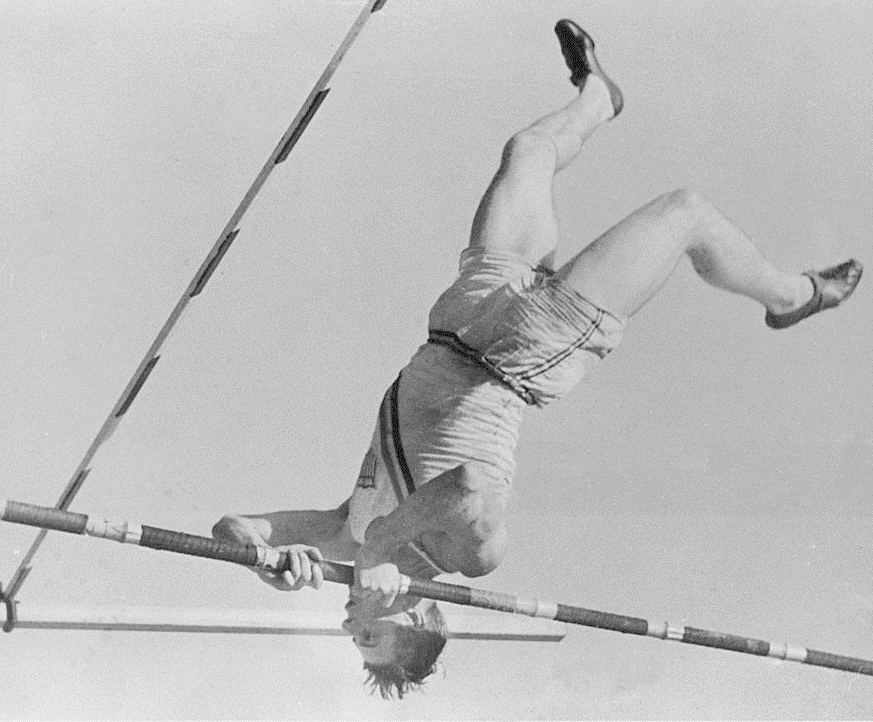
William Miller

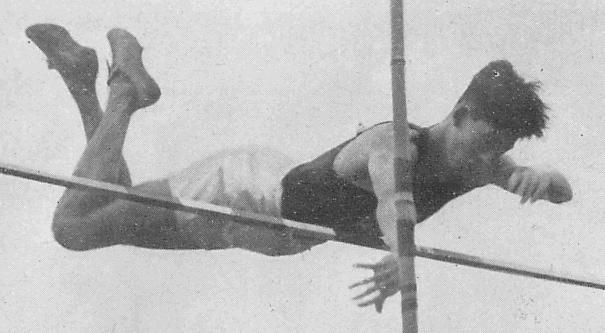
Shūhei Nishida

Skok o tyczce mężczyzn był jedną z konkurencji rozgrywanych podczas X Letnich Igrzysk Olimpijskich. Rozegrano od razu finał 3 sierpnia 1932 roku na stadionie Los Angeles Memorial Coliseum w Los Angeles. Wystąpiło 8 zawodników z 4 krajów.

## Rekordy
|                   | Zawodnik              | Wynik | Miejsce   | Data                 |
| ----------------- | --------------------- | ----- | --------- | -------------------- |
| Rekord świata     | Bill Graber           | 4,37  | Stanford  | 16 lipca 1932(dts)   |
| Rekord olimpijski | Sabin Carr            | 4,20  | Amsterdam | 1 sierpnia 1928(dts) |
| Rekord olimpijski | William Droegemueller | 4,20  | Amsterdam | 1 sierpnia 1928(dts) |

## Terminarz
| Data            |       | Godzina |
| --------------- | ----- | ------- |
| 3 sierpnia 1932 | Finał | 14:30   |

## Wyniki

### Finał
| Poz. | Zawodnik         | Reprezentacja     | 3,75 | 3,90 | 4,00 | 4,15 | 4,20 | 4,25 | 4,30 | 4,315 | 4,35 | Wynik | Uwagi |
| ---- | ---------------- | ----------------- | ---- | ---- | ---- | ---- | ---- | ---- | ---- | ----- | ---- | ----- | ----- |
| 1.   | William Miller   | Stany Zjednoczone |      |      |      | xxo  | o    | o    | o    | xxo   | xxx  | 4,315 | OR    |
| 2.   | Shūhei Nishida   | Japonia           |      |      |      | o    | xo   | xxo  | xxo  | xxx   |      | 4,30  | [ 3 ] |
| 3.   | George Jefferson | Stany Zjednoczone |      |      |      | –    | o    | xxx  |      |       |      | 4,20  |       |
| 4.   | Bill Graber      | Stany Zjednoczone |      |      |      | xxo  | –    | xxx  |      |       |      | 4,15  |       |
| 5.   | Shizuo Mochizuki | Japonia           |      |      |      |      |      |      |      |       |      | 4,00  |       |
| 6.   | Lúcio de Castro  | Brazylia          |      |      |      |      |      |      |      |       |      | 3,90  |       |
| 7.   | Peter Clentzos   | Grecja            |      |      |      |      |      |      |      |       |      | 3,75  |       |
| –    | Carlos Nelli     | Brazylia          |      |      |      |      |      |      |      |       |      | NM    |       |